# Liste der tschechischen Abgeordneten zum EU-Parlament (2019–2024)
Die Liste der tschechischen Abgeordneten zum EU-Parlament (2019–2024) listet alle tschechischen Mitglieder des 9. Europäischen Parlaments nach der Europawahl in Tschechien 2019 auf.

## Aktuelle Mandatsstärke der Parteien
| Nationale Partei                                              | Fraktion | Mandate |
| ------------------------------------------------------------- | -------- | ------- |
| ANO 2011                                                      | RE       | 03      |
| Občanská demokratická strana                                  | EKR      | 04      |
| Česká pirátská strana                                         | G–EFA    | 03      |
| TOP 09                                                        | EVP      | 02      |
| Křesťanská a demokratická unie – Československá strana lidová | EVP      | 02      |
| Svoboda a přímá demokracie                                    | ID       | 01      |
| Starostové a nezávislí                                        | EVP      | 01      |
| Komunistická strana Čech a Moravy                             | GUE-NGL  | 01      |
| Svoboda a přímá demokracie                                    | NI       | 01      |
| Unabhängige                                                   | S&D      | 01      |
| Unabhängige                                                   | RE       | 02      |
| SUMME                                                         |          | 21      |

## Abgeordnete
| Bild | Name                | geb. | MEP seit     | Partei    | Fraktion | Kommentar                                                            |
| ---- | ------------------- | ---- | ------------ | --------- | -------- | -------------------------------------------------------------------- |
|      | Hynek Blaško        | 1955 | 2. Juli 2019 | SPD       | NI       | Fraktionsaustritt aus ID im Dezember 2023                            |
|      | Dita Charanzová     | 1975 | 2. Juli 2019 | parteilos | RE       | Parteiaustritt aus ANO am 28. November 2023                          |
|      | Ivan David          | 1952 | 2. Juli 2019 | SPD       | ID       |                                                                      |
|      | Martina Dlabajová   | 1976 | 2. Juli 2019 | parteilos | RE       | Parteiaustritt aus ANO am 28. November 2023                          |
|      | Markéta Gregorová   | 1993 | 2. Juli 2019 | Piráti    | G–EFA    |                                                                      |
|      | Martin Hlaváček     | 1980 | 2. Juli 2019 | ANO       | RE       |                                                                      |
|      | Ondřej Knotek       | 1984 | 2. Juli 2019 | ANO       | RE       |                                                                      |
|      | Marcel Kolaja       | 1980 | 2. Juli 2019 | Piráti    | G–EFA    |                                                                      |
|      | Kateřina Konečná    | 1981 | 2. Juli 2019 | KSČM      | GUE-NGL  |                                                                      |
|      | Ondřej Kovařík      | 1980 | 2. Juli 2019 | ANO       | RE       |                                                                      |
|      | Radka Maxová        | 1968 | 2. Juli 2019 | parteilos | S&D      | Parteiaustritt aus ANO und Fraktionsbeitritt zu S&D am 24. März 2021 |
|      | Luděk Niedermayer   | 1966 | 2. Juli 2019 | TOP 09    | EVP      |                                                                      |
|      | Mikuláš Peksa       | 1986 | 2. Juli 2019 | Piráti    | G–EFA    |                                                                      |
|      | Stanislav Polčák    | 1966 | 2. Juli 2019 | STAN      | EVP      |                                                                      |
|      | Jiří Pospíšil       | 1975 | 2. Juli 2019 | TOP 09    | EVP      |                                                                      |
|      | Michaela Šojdrová   | 1963 | 2. Juli 2019 | KDU-ČSL   | EVP      |                                                                      |
|      | Evžen Tošenovský    | 1956 | 2. Juli 2019 | ODS       | EKR      |                                                                      |
|      | Alexandr Vondra     | 1961 | 2. Juli 2019 | ODS       | EKR      |                                                                      |
|      | Veronika Vrecionová | 1965 | 2. Juli 2019 | ODS       | EKR      |                                                                      |
|      | Jan Zahradil        | 1963 | 2. Juli 2019 | ODS       | EKR      |                                                                      |
|      | Tomáš Zdechovský    | 1979 | 2. Juli 2019 | KDU-ČSL   | EVP      |                                                                      |